# Whoracle
Whoracle — третій студійний альбом шведського мелодік дез-метал гурту In Flames.

## Список пісень
1. «Jotun» (Стрьомблад/Гелотте) — 3:53
2. «Food for the Gods» (Люнгстрьом/Гелотте/Стрьомблад) — 4:21
3. «Gyroscope» (Стрьомблад) — 3:26
4. «Dialogue with the Stars» (Гелотте/Стрьомблад) — 3:00
5. «The Hive» (Гелотте/Стрьомблад) — 4:03
6. «Jester Script Transfigured» (Стрьомблад) — 5:46
7. «Morphing Into Primal» (Гелотте/Люнгстрьом/Фріден/Стрьомблад) — 3:05
8. «Worlds Within the Margin» (Люнгстрьом/Стрьомблад) — 5:06
9. «Episode 666» (Стрьомблад) — 3:45
10. «Everything Counts» (Мартін Лі Гор) (Оригінально Depeche Mode) — 3:17
11. «Whoracle» (Стрьомблад) — 2:44

### Делюкс-випуск
12. «Clad in Shadows '99» — 2:25

### Японський і корейський випуск
12. «Goliaths Disarm Their Davids»
13. «Acoustic Medley»
14. «Behind Space — Live»

### LP бонус трек
- «Re-cycles» — перейменована Acoustic Medley

## Список учасників

### Члени гурту
- Андерс Фріден — вокал, перкусія
- Бйорн Гелотте — ударні, перкусія
- Йоган Ларссон — бас-гітара
- Гленн Юнгстрем — ритм-гітара
- Джеспер Стрьомблад — соло- і акустична гітара, клавішні, перкусія

### Запрошувані музиканти
- Ulrika Netterdahl — жіночий вокал в «Whoracle»

### Випуск
- Концепція Whoracle була задумана і виражена Нікласом Сундіном і Андерсом Фріденом.
- Слова написані Нікласом Сундіном слідуючи оригінальному синопсису Андерса Фрідена.
- Вся музика складена і аранжирована In Flames, за винятком «Everything Counts».
- Записано і продюсовано Фредріком Нурдстремом з допомогою In Flames.
- Інженерування — Андерс Фріден і Фредрік Нурдстрем.
- Mixed by Fredrik Nordström and Anders Fridén.
- Mastered by Goran Finnberg and Fredrik Nordstrom at the Mastering Room Gbg.
- Обкладинка — Андреас Маршалл.
- Фото — Кенет Йоханссон.
- Всі пісні публіковані Prophecies Publishing Hamburg за винятком«Everything Counts».
- «Everything Counts» публікована Grabbing Hands Music Ltd, со-публікована EMI Music Germany.